# Моторђи (Горж)
Моторђи (рум. Motorgi) насеље је у Румунији у округу Горж у општини Бустукин. Oпштина се налази на надморској висини од 375 m.

## Становништво
Према подацима из 2002. године у насељу је живело 108 становника, од којих су сви румунске националности.